# National Zoological Park (USA)

Huvudentrén.

National Zoological Park, vanligen kallat för National Zoo, är en djurpark i Washington, DC som är en del av Smithsonian Institution. 
Likt de andra museerna som ingår i Smithsonian så är det även fritt inträde till djurparken.

## Anläggningar
National Zoo grundades 1889 och har två anläggningar som tillsammans inhyser 1 800 djur i 300 olika arter.
Det ena själva djurparken på en areal om 66 hektar i stadsparken Rock Creek Park i den nordvästra kvadranten av Washington, DC. Det andra är Smithsonian Conservation Biology Institute (SCBI) i Front Royal i Virginia som inte är öppen för besökare.
Som en följd av USA:s president Richard Nixons besök 1972 till Folkrepubliken Kina lånade kinesiska ledarskapet ut två jättepandor Ling-Ling (hona) and Hsing-Hsing (hane) som en gåva till den amerikanska delegationen. De två jättepandorna levde på National Zoo fram tills de dog 1990-talet. Ett nytt par med jättepandor kom år 2000, Mei Xiang (hona) och Tian Tian (hane) som 2005 fick det första överlevande avkomman.